# Monts Qilian
 (novembre 2018).
Si vous disposez d'ouvrages ou d'articles de référence ou si vous connaissez des sites web de qualité traitant du thème abordé ici, merci de compléter l'article en donnant les références utiles à sa vérifiabilité et en les liant à la section « Notes et références ».
Les monts Qilian (chinois simplifié : 祁连山 ; chinois traditionnel : 祁連山 ; pinyin : qílián shān ; monguor : Chileb), anciennement monts Richthofen du nom d'un géographe allemand, sont une chaîne de montagnes de la cordillère du Kunlun, située au Nord-Est de la province chinoise du Qinghai et bordant le Sud-Ouest de province du Gansu.

## Étymologie
Le nom dériverait du mot « ciel » en langue Xiongnu.

## Géographie
Le massif du Qilian est formé de nombreuses chaînes mineures culminant à 4 500–5 000 m (point culminant 5 547 m), orientées du nord-ouest au sud-est, et séparées par des bassins sédimentaires situés à près de 3 000 m d’altitude. Il forme la partie le plus au nord-est du plateau tibétain. Il est limité à l’ouest par le bassin de Qaidam, au nord par la grande faille sénestre d’Altyn-Tagh, au nord-est par le corridor du Hexi (partie sud-ouest du désert de Gobi). Le lac Qinghai (le plus grand de Chine) est situé au sud du Qilian.

### Principaux sommets
- Kangze'gyai : 5 808 m
- Pic du Qaidam : 5 759 m
- Pic du Qilian : 5 547 m

## Géologie
Le massif du Qilian est une chaîne de montagnes très jeune, son soulèvement ayant débuté il y a 5 à 10 millions d'années. Cette chaîne est la conséquence la plus récente de la collision entre l'Inde et l'Eurasie depuis 50 millions d'années. Les chevauchements sont principalement orientés du nord-ouest au sud-est, avec un pendage vers le sud-ouest. La chaîne se propage vers le nord-est. De nombreuses failles décrochantes la découpent. Les principales sont les failles d’Altyn-Tagh (sénestre), d'Ela Shan (dextre) et de Ryiue Shan (dextre).